# Leucocelis abdita
Leucocelis abdita är en skalbaggsart som beskrevs av Hermann Julius Kolbe 1914. Leucocelis abdita ingår i släktet Leucocelis och familjen Cetoniidae. Inga underarter finns listade i Catalogue of Life.